# Intelsat 901
O Intelsat 901 (IS-901) é um satélite de comunicação geoestacionário construído pela Space Systems/Loral (SS/L). Ele está localizado na posição orbital de 18 graus de longitude oeste e é operado pela Intelsat. O satélite foi baseado na plataforma LS-1300HL e sua vida útil estimada era de 13 anos.

## História
O Intelsat 901 foi o primeiro dos nove novos satélites Intelsat, o mesmo foi lançado em junho de 2001. Ele fornece cobertura em feixe local Banda Ku para a Europa, bem como a cobertura de Banda C para a Região do Oceano Atlântico. Com recursos avançados, como uplink divisão selecionável por SNG, o IS-901 é feita sob medida para as demandas de comunicação de hoje, como o DTH e Internet.

## Lançamento
O satélite foi lançado com sucesso ao espaço no dia 9 de junho de 2001, às 23:47:50 UTC, por meio de um veículo Ariane-44L H10-3 a partir do Centro Espacial de Kourou na Guiana Francesa. Ele tinha uma massa de lançamento de 4725 kg.

## Capacidade e cobertura
O Intelsat 901 é equipado com 44 transponders em Banda C e 12 em Banda Ku, que fornecem televisão, dados e outros serviços de telecomunicações e rede VSAT, com cobertura sobre a Europa e o Oceano Atlântico.

## Mission Extension Vehicle-1
Em 2020, o Intelsat 901 estava em vias de ficar sem combustível. Após uma missão inédita de acoplagem em fevereiro de 2020 com o Mission Extension Vehicle-1 (MEV-1), o satélite voltou a ficar operacional por mais 5 anos.
Após entrar em contato com o Intelsat 901, o MEV-1 “tomou as rédeas” da navegação, reduzindo a inclinação do satélite por 1,6° e deslocando-o para a rota correta. A Intelsat esclareceu em um comunicado que no dia 2 de abril, cerca de dois meses após a acoplagem bem-sucedida entre satélites, o Intelsat 901 conseguiu finalmente regressar à órbita geoestacionária e voltar a disponibilizar os seus serviços aos clientes da empresa.